# جايسون أندرسون
جايسون أندرسون هو مصارع محترف كندي، ولد في 16 ديسمبر 1965 في كندا.

## روابط خارجية
- جايسون أندرسون على موقع CageMatch worker (الإنجليزية)
- جايسون أندرسون على موقع قاعدة بيانات المصارعة على الإنترنت (الإنجليزية)